# Gadila anguidens
Gadila anguidens är en blötdjursart som först beskrevs av James Cosmo Melvill och Standen 1898.  Gadila anguidens ingår i släktet Gadila och familjen Gadilidae. Inga underarter finns listade i Catalogue of Life.